# 30. kongres Občanské demokratické strany

Logo ODS

30. kongres Občanské demokratické strany se konal 8. až 9. dubna 2022 v kongresovém centru O2 Universum v Praze.

## Dobové souvislosti a témata kongresu
Svůj kongres ODS pořádala jako strana, která v rámci koalice SPOLU vyhrála sněmovní volby v roce 2021 a která je nejsilnější vládní stranou. Od kongresu se proto neočekávalo žádné velké překvapení. Kongres se měl původně konat už v lednu, ODS jej přesunula na duben kvůli koronavirové pandemii.

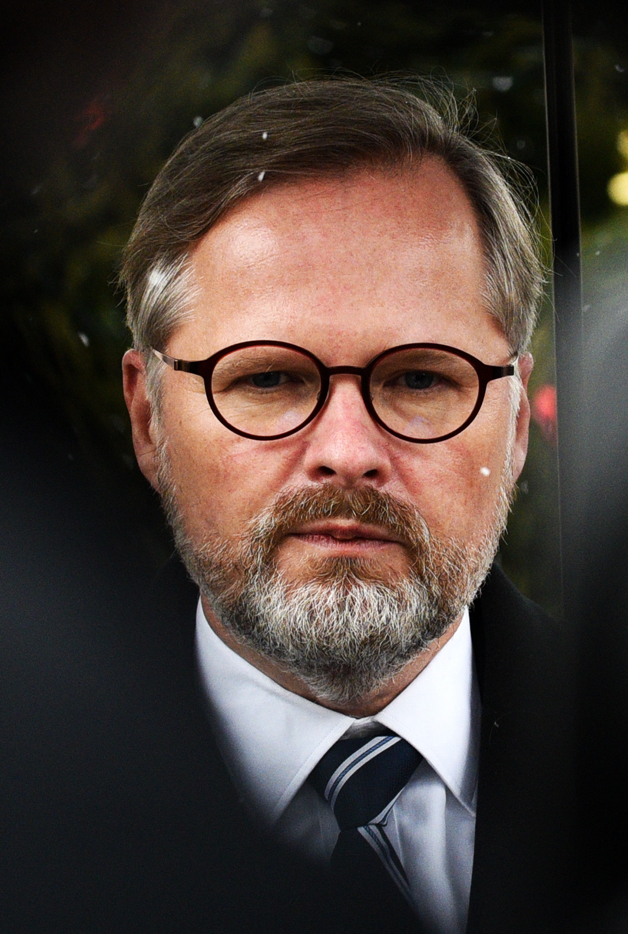
Předseda ODS Petr Fiala

Mottem celého kongresu bylo ,,Věříme v budoucnost". Kongres, který se nesl v duchu spokojenosti se současným stavem ODS, se zabýval z velké části ruským útokem na Ukrajinu a podporou Ukrajiny. Dalšími tématy byla energetická krize a blížící se prezidentské volby. Hlavní projev měl předseda ODS a premiér Petr Fiala. Na kongresu mimořádně vystoupil ukrajinský velvyslanec v ČR Jevhen Perebyjnis, který poděkoval České republice, straně i premiéru Fialovi za podporu. S dalšími projevy vystoupili předsedové ostatních vládních stran, Markéta Pekarová Adamová (TOP 09), Marian Jurečka (KDU-ČSL), Vít Rakušan (STAN) a Ivan Bartoš (Piráti). Projev před delegáty sjezdu měl rovněž předseda Senátu a dosluhující místopředseda strany Miloš Vystrčil, ministři za ODS a další členové vedení strany. Hosty kongresu byli například bývalí předsedové ODS a premiéři Mirek Topolánek a Petr Nečas či předseda ČMKOS Josef Středula.

## Průběh kongresu
Ve funkci předsedy strany ODS jednoznačně potvrdila Petra Fialu, když získal 510 hlasů z 510 platných (celkem mohlo hlasovat 534 delegátů). Znovuzvolen byl rovněž dosavadní 1. místopředseda, ministr financí Zbyněk Stanjura. Dosavadní místopředsedy, ministra dopravy Martina Kupku, ministra kultury Martina Baxu a europoslance Alexandra Vondru, nově doplnil viceprezident Hospodářské komory a poradce premiéra Fialy Zdeněk Zajíček. Dosavadní místopředseda Miloš Vystrčil svou funkci neobhajoval.
Na konci kongresu bylo schváleno usnesení vyjadřující podporu Ukrajině a odsouzení ruského vpádu na její území.

## Personální složení vedení ODS po kongresu
- předseda: Petr Fiala
- 1. místopředseda: Zbyněk Stanjura
- místopředsedové: Martin Kupka, Martin Baxa, Alexandr Vondra, Zdeněk Zajíček
- výkonná rada: Petr Fiala, Zbyněk Stanjura, Martin Kupka, Martin Baxa, Alexandr Vondra, Zdeněk Zajíček, Martin Kuba, Libor Šťástka, Jan Mraček, Martin Červíček, Dan Ramzer, Pavel Drobil, Michal Zácha, Karel Haas, Pavel Karpíšek, Alexandra Udženija, Jan Skopeček, Michal Šídák, Zbyněk Stejskal, Petr Klár, Marek Benda, Zdeněk Nytra, Jan Zahradil